# Захарьинское кладбище
Захарьинское кладбище — кладбище в деревне Захарьино, основано в начале XIX века в качестве сельского погоста. В 1996 году оно перешло в столичное подчинение в оперативное управление ГБУ «Ритуал». Общая площадь составляет 11 гектаров. Кладбище является одним из четырёх московских некрополей, открытых для свободных захоронений. С 2015 года покупки участка для родового захоронения возможны с аукциона, проводимого правительством Москвы. Некрополь является многоконфессиональным — имеются мусульманские участки.